# (35010) 1981 DV1
1981 DV1 (asteroide 35010) é um asteroide da cintura principal. Possui uma excentricidade de 0.05176960 e uma inclinação de 10.39965º.
Este asteroide foi descoberto no dia 28 de fevereiro de 1981 por Schelte J. Bus em Siding Spring.